# Europski pravac E751
Europski pravac E751 istočno-zapadni je ogranak europskoga cestovnog pravca klase B prema Deklaraciji o konstrukciji glavnih međunarodnih prometnih arterija iz 1975. i naknadnim dokumentima koji su dopunjavali ugovor. 
Počinje u Rijeci u Hrvatskoj, gdje se odvaja od europskoga pravca E61, prolazi kroz čvorište Kanfanar i spaja Pulu, Rovinj, Poreč i Umag u Hrvatskoj te Kopar u Sloveniji gdje završava pružajući cestovnu vezu velike performanse u Istri i slovenskoj Primorskoj. Stoga, za razliku od većine pravaca, E751 ima središte u čvorištu Kanfanaru i tri ogranka koji odlaze prema Rijeci, Puli i Kopru. 
Ukupna dužina pravca je 132 km.

## Povijest
Prije izgradnje hrvatskih autocesta A8 i A9, E 751 je slijedio državnoj cesti D66 uz obalu Jadrana oko Istre.